# امین لینغانزی
امین لینگازی (فرانسوی: Amine Linganzi‎؛ زادهٔ ۱۶ نوامبر ۱۹۸۹) بازیکن فوتبال اهل الجزایر است.
از باشگاه‌هایی که در آن بازی کرده‌است می‌توان به باشگاه فوتبال سن-اتین، باشگاه فوتبال بلکبرن روورز، باشگاه فوتبال پرستون نورث اند، باشگاه فوتبال آکرینگتون استنلی و باشگاه فوتبال گیلینگام اشاره کرد.
وی همچنین در تیم ملی فوتبال کنگو بازی کرده‌است.